# Tour d'Al Zubarah
El Tour d'Al Zubarah és una cursa ciclista professional per etapes que es disputa a Qatar al mes de desembre. Es va crear el 2013, formant part de l'UCI Àsia Tour amb categoria 2.2.

## Palmarès
| Any  | Vencedor                 | Segon          | Tercer        |
| ---- | ------------------------ | -------------- | ------------- |
| 2013 | Yousef Mirza Bani Hammad | Martin Weiss   | Kristjan Fajt |
| 2014 | Azzedine Lagab           | Kristjan Fajt  | Martin Weiss  |
| 2015 | Maher Hasnaoui           | Ievgueni Vaker | Naser Rezavi  |